# Сподня Велка
Сподня Велка (словен. Spodnja Velka) — поселення в общині Шентиль, Подравський регіон‎, Словенія.